# Conrad Clemens
Conrad Clemens (* 4. ledna 1983 Schönebeck) je saský politik za CDU. Od roku 2024 je saským státním ministrem školství a poslancem Saského zemského sněmu, předtím od července do prosince 2024 zastával funkci vedoucího Saské státní kanceláře a saského státního ministra pro spolkové záležitosti a média.

## Život
Clemens se narodil v Schönebecku a po znovusjednocení Německa žil spolu s rodinou v jihoamerickém Surinamu. V letech 2002 až 2005 studoval mezinárodní podnikovou ekonomiku na Evropské univerzitě Viadrina ve Frankfurtu nad Odrou a v Maastrichtu. Mezi lety 2005 a 2007 následovalo magisterské studium v kanadském Vancouveru a v letech 2008 až 2011 doktorské studium na Institutu Otto Suhra Svobodné univerzity Berlín. V letech 2011 až 2012 byl Conrad Clemens konzultantem auditorské firmy PwC a v letech 2013 až 2014 byl vedoucím kanceláře v Německém spolkovém sněmu.
Conrad Clemens je ženatý, je členem Moravských bratří a žije v Herrnhutu.

## Politika

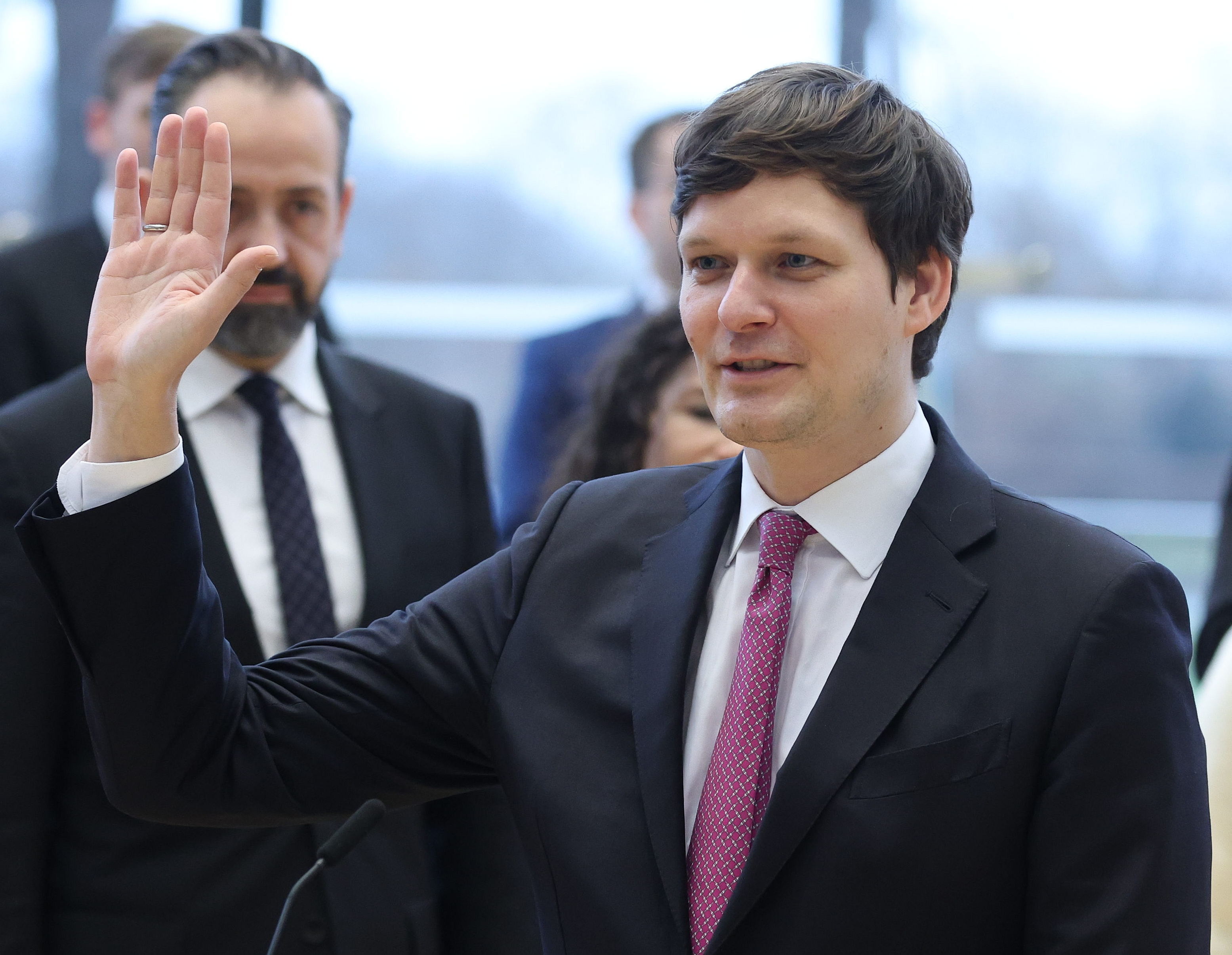
Skládání ministerského slibu v Saském zemském sněmu 19. prosince 2024

V letech 2006 až 2011 působil Clemens jako okresní poslanec v Berlíně-Neuköllnu. V letech 2009 až 2012 byl berlínským zemským předsedou Junge Union. Od října 2014 do března 2018 Clemens pracoval jako spolkový manažer Junge Union. Během kampaně před volbami do spolkového sněmu roce 2017 vedl tým pro mobilizaci kampaně a kontaktní kampaň Connect 17. Od dubna 2018 do prosince 2019 byl státním manažerem saské CDU a byl odpovědný za průběh volební kampaně před saskými zemskými volbami v roce 2019.
Premiér Michael Kretschmer jej 20. prosince 2019 jmenoval státním tajemníkem a zástupcem Svobodného státu Sasko pro spolkové záležitosti v Saské státní kanceláři. Dne 16. července 2024 se Clemens stal nástupcem Olivera Schenka ve funkci šéfa Saské státní kanceláře a saského státního ministra pro spolkové záležitosti a média v druhé vládě Michaela Kretschmera. V této funkci se podílel na zapsání osad Moravských bratří na seznam světového dědictví UNESCO.
V 8. saských zemských volbách v roce 2024 kandidoval ve volebním okrsku Görlitz 3. V přímé volbě získal 36,1 % hlasů a obsadil tak druhé místo. Poslancem Saského zemského sněmu tak byl zvolen skrze kandidátku (druhý hlas), kde byl zapsán na 19. místě. Ve třetí vládě Michaela Kretschmera zastává od 19. prosince 2024 post saského státního ministra školství.